# Chadi Abdul-Karim
Chadi Abdul-Karim (født 23. juli 1978 i Ægypten) er en dansk-palæstinensisk skuespiller, rapper og filminstruktør. 
Abdul-Karim er født i Egypten, men boede derefter i Tyskland, til han var 8, hvorefter familien flyttede til Haderslev og senere til Gellerup. Han startede sin rapkarriere i 1995 som del af Alzheimer Klinikken sammen med blandt andet L.O.C.
Siden 2002 har Chadi Abdul-Karim været tilknyttet det aarhusianske teater OPGANG2 TURNÉTEATER med enkelte teaterroller andre steder, blandt andet hos Von Baden og på Aarhus Teater. I 2013 var han med i ungdomsforestillingen 4 EVER, der i 2014 modtog Årets Reumert som 'Årets Børne- og Ungdomsforestilling'.. I 2020 var han med i forestillingen ROTTWEILER, der havde premiere på Aarhus Teater .
Som instruktør har Chadi Abdul-Karim stået bag en række kortfilm, blandt andet den i 2013 Robert-nominerede Exit Neverland. Sideløbende har Chadi Abdul-Karim instrueret musikvideoer for en række andre aarhusianske rappere, blandt andet Marwan, USO_(rapper) og Negash Ali.